# Marina Eltsova
Marina Eltsova  (née le 4 février 1970 à Leningrad en Russie), est une patineuse artistique russe qui patinait en couple avec Andrei Bushkov. Elle a d'abord patiné pour l'Union soviétique jusqu'en 1992, puis pour la Russie. Avec son partenaire elle est devenue championne du monde de la catégorie des couples en 1996, titre obtenu à Edmonton.

## Biographie

### Carrière sportive
Elle est née en 1970 à Saint-Pétersbourg qui s'appelait encore Léningrad à l'époque. Elle a été entraîné successivement par Andrei Suraikin, Igor Moskvitch jusqu'en 1993, et Natalia Pavlova.
Elle commence à patiner au niveau international avec Sergei Zaitzev avec lequel elle a participé notamment au skate America en 1988. À l'époque le couple patinait pour l'Union soviétique.
À partir de 1990, elle patine avec Andrei Bushkov avec qui elle monte sur de nombreux podiums. Elle participe aux deux derniers championnats d'Union soviétique, puis à partir de 1993 aux championnats de Russie. La médaille d'argent aux championnats de Russie en 1993 leur ouvre les portes de leurs premiers grands championnats internationaux. Ils vont alors devenir entre les années 1993 et 1998, triple champion de Russie (1995-1997-1998), double champion d'Europe (1993-1997) et surtout champion du monde en mars 1996 à Edmonton qui marque l'apogée de leur carrière sportive. Ils sont sélectionnés par leur fédération pour participer aux jeux olympiques d'hiver de 1998 à Nagano. Néanmoins, il ne réussissent pas à réitérer leurs exploits des années passées et terminent à la septième place. Pour leurs derniers championnats du monde de 1998 à Minneapolis, le couple doit déclarer forfait à la suite de la casse de la lame d'un patin d'Andrei Bushkov.
Le couple souhaite poursuivre leur carrière, mais une quatrième place aux championnats de Russie 1999 les exclut des grands championnats internationaux. Ils prennent alors rapidement la décision de quitter le monde du patinage amateur et de commencer une carrière de patineurs professionnels.

### Reconversion
Devenu professionnel, le couple fait quelques apparitions dans des galas mais décide très vite de se séparer dès l'année suivante en 2000.
Marina Eltsova est aujourd'hui mariée et a une fille. Elle est actuellement entraîneur de patinage artistique à Overland Park dans l'État du Kansas aux États-Unis.

## Palmarès
Avec 2 partenaires:
- Sergei Zaitzev (3 saisons : 1986-1989)
- Andrei Bushkov (8 saisons : 1990-1998)

| Compétition                     | 1987    | 1988    | 1989    |  | 1990    | 1991    | 1992    | 1993    | 1994    | 1995    | 1996    | 1997    | 1998    | 1999    |
| Jeux olympiques d'hiver         |         |         |         |  |         |         |         |         |         |         |         |         | 7e      |         |
| Championnats du monde           |         |         |         |  |         |         |         | 6e      | 3e      | 4e      | 1re     | 2e      | 6e      |         |
| Championnats d’Europe           |         |         |         |  |         |         |         | 1re     |         | 4e      | 4e      | 1re     | F       |         |
| Championnats d'Union soviétique |         |         |         |  |         | 4e      | 3e      |         |         |         |         |         |         |         |
| Championnats de Russie          |         |         |         |  |         |         |         | 2e      | 4e      | 1re     | 2e      | 1re     | 1re     | 4e      |
|                                 |         |         |         |  |         |         |         |         |         |         |         |         |         |         |
| Grand Prix ISU                  | 1986/87 | 1987/88 | 1988/89 |  | 1989/90 | 1990/91 | 1991/92 | 1992/93 | 1993/94 | 1994/95 | 1995/96 | 1996/97 | 1997/98 | 1998/99 |
| Finale du Grand Prix            |         |         |         |  |         |         |         |         |         |         | 2e      | 3e      |         |         |
| Skate America                   |         |         | 2e      |  |         | 1re     |         | 1er     |         | 1er     | 1er     |         | 1re     |         |
| Skate Canada                    |         |         |         |  |         |         | 3e      |         |         |         |         | 2e      |         |         |
| Coupe d'Allemagne               |         |         |         |  |         |         |         |         |         |         | 1re     | 2e      |         |         |
| Trophée de France               |         |         |         |  |         |         |         |         | 2e      | 1re     |         |         |         | 3e      |
| Coupe de Russie                 | 8e      |         | 3e      |  |         |         |         |         |         |         |         | 2e      | 1re     | 5e      |
| Trophée NHK                     |         |         |         |  |         | 4e      | 3e      | 2e      |         | 1re     |         |         |         |         |
| Légende : F = Forfait           |         |         |         |  |         |         |         |         |         |         |         |         |         |         |